# کنجی آنان
کنجی آنان (انگلیسی: Kenji Anan؛ زادهٔ ۲۴ فوریهٔ ۱۹۶۲) بازیگر اهل ژاپن است.
از فیلم‌ها یا برنامه‌های تلویزیونی که وی در آن نقش داشته‌است، می‌توان به ۱۳ ارباب شوگون اشاره کرد.